# در بدن نهفتگی (انسان‌شناسی)
«در ـ بدن ـ نهفتگی» (به فرانسوی: incorporation؛ به انگلیسی: embodiment) در لغت به معنی گنجاندن، دربرداشتن و نهفته‌شدن در چیزی در قالب یک بخش متشکل است. این مفهوم در فلسفه و علوم اجتماعی و نزد متفکران مختلف با تعاریف مختلفی به کار رفته است. در ـ بدن نهفتگی یک چارچوب مفهومی نسبتاً آشفته و پویا در انسان‌شناسی است و برخلاف گونه‌بندی‌های مشخص بر امکان و فرآیند تأکید می‌کند. نظریه در ـ بدن ـ نهفتگی، به جای اینکه به یک متفکر واحد نسبت داده شود، بر اساس آثار پژوهشگران مختلفی بسط و گسترش یافته است. 

## پیش‌زمینه
نظریه «در ـ بدن ـ نهفتگی» از پروژه‌ای گسترده‌تر درباره پر کردن شکاف‌های درک‌شده در مطالعات انسان‌شناسی نظیر دوگانگی‌های سوژه / اُبژه، طبیعت / فرهنگ و ذهن / بدن ناشی شده است. «در ـ بدن ـ نهفتگی» به ترکیبی از پدیدارشناسی، نظریه عمل، نظریه فمینیستی و اندیشه پساساختارگرایی بازمی‌گردد. از مری داگلاس، مارسل موس، پی‌یر بوردیو، موریس مرلوپونتی، جودیت باتلر و میشل فوکو اغلب به عنوان پیشگامان اصلی مفهوم «در ـ بدن ـ نهفتگی» یاد شده است. این نظریه‌پردازان هر یک تنها بخشی از نظریه «در ـ بدن ـ نهفتگی» را تکمیل کرده‌اند.

## بنیان‌های نظری
مارسل موس بدن انسان را اولین ابزار بشر معرفی می‌کند. او ثابت می‌کند که استفاده‌های بدنی هم در زندگی و هم در تاریخ جامعوی لانه کرده‌اند.  

موریس مرلوپونتی معتقد است انسان‌ها جهان را تجربه می‌کنند و خود را در درون آن و در ارتباط با سایر اُبژه‌های ادراک شده‌ «از طریق» بدن جهت می‌دهند. سپس، بدن به «محل» تعامل پیشا - عینی با محیط بیرونی تبدیل می‌شود، جایی که وجهیت و شناخت در هم ادغام می‌شوند و ادراک شکل می‌گیرد. در ـ بدن ـ نهفتگی در اندیشه مرلوپونتی مبتنی بر ادراک است.

پی‌یر بوردیو با استفاده از مفهوم عادت‌واره به «در ـ بدن ـ نهفتگی» می‌پردازد. از نظر او، عمل بدنی تحت تأثیر تجربه حسی و ساختاردهی اجتماعی - فرهنگی «خود» و محیط بیرونی است. در این تفسیر، محیط رفتاریِ اجتماعی در بدن و روان درونی می‌شود. در ـ بدن ـ نهفتگی در اندیشه بوردیو مبتنی بر عمل است. در جامعه‌شناسی بوردیو، «در ـ بدن ـ نهفتگی» به فرایند یادگیری و تجربۀ چیزها و جهان از طریق بدن اشاره دارد.

«در ـ بدن ـ نهفتگی» با «جامعه‌پذیری» و «درونی‌سازی» تفاوت دارد. بوردیو بر بُعد غیرآگاهانه و فروتأملی فرایند «در ـ بدن ـ نهفتگی» اصرار دارد. او بر بدیهی ‏بودن و طبیعی ‏بودن چیزی تأکید دارد که طی فرایند «در ـ بدن ـ نهفتگی» در بدن رسوب می‌کند. او هم‌چنین بر نیروی آماده‌سازی اصرار دارد که قوی‌تر از خودِ بدنی است.

بوردیو در سراسر آثار خود با واژگان متعددی نشان می‌دهد که  آمادگی‌ها و عادت‌واره در بدن ما می‌نشینند، جاگیر می‌شوند و درج یا حک می‌شوند. برای نمونه، بوردیو معتقد است که سلطه مردان بر زنان از طریق  آمادگی‌ها و عادت‌واره و سلوک بدنی به شکل‌های متفاوتی در بدن‌های سلطه‌گران و سلطه‌بران نهفته است.

میشل فوکو با استفاده از مفهوم زیست‌قدرت به «در ـ بدن ـ نهفتگی» می‌پردازد. رویکرد او به مراقبت نهادی شده و انضباط دولتی در پادگان‌ها، کارخانه‌ها، مدارس و زندان‌ها و غیره مربوط می‌شود. او از اصطلاح بدن مطیع برای توصیف بدن‌هایی استفاده می‌کند که مراقبت و انضباط اعمال‌شده بر خود را فراتر از نقطه مقاومت، درونی کرده‌اند.